# Victor Bérard

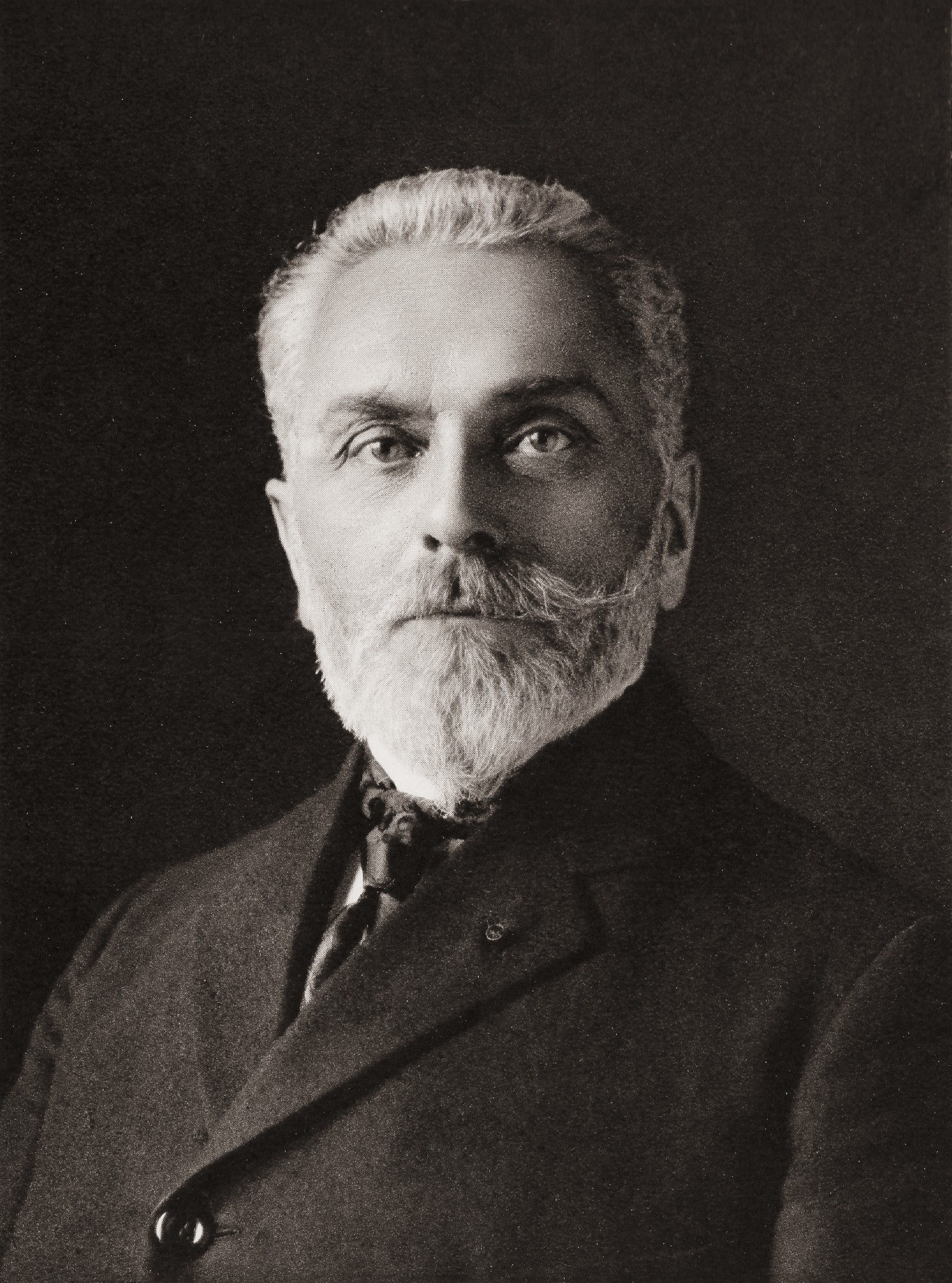
Victor Bérard als Abgeordneter des Département Jura im Jahr 1920

Victor Bérard (* 10. August 1864 in Morez; † 13. November 1931 in Paris) war ein französischer Althistoriker, Klassischer Philologe und Politiker.
Victor Bérard studierte von 1884 bis 1887 Geschichte an der École normale supérieure in Paris. Danach war er bis 1890 Mitglied der École française d’Athènes. 1894 wurde er in Paris mit der Arbeit De l’origine des cultes arcadiens promoviert. Zwei Jahre später wurde er Maître de conférences, also beamteter Hochschullehrer, an der École des hautes études und lehrte dort bis 1908 Historische Geografie. Gleichzeitig lehrte er das Fach bis 1914 an der École Navale. Von 1908 bis 1931 leitete er die Abteilung für Historische Geografie an der École pratique des hautes études. Zu seinen Schülern gehörte Henri Seyrig.
Wissenschaftlich beschäftigte sich Bérard besonders mit der historischen Geografie des Mittelmeerraumes. Seine Forschungen zu Homers Odyssee waren insbesondere von geografischen Fragen geprägt. Angeregt durch die Forschungsergebnisse Heinrich Schliemanns konstatierte Bérard, dass Homer in der Odyssee die Seewege seiner Zeit, die die Phönizier nutzten, recht präzise nachzeichnete. Somit war das Werk nach Bérards Forschungen nicht rein fiktiv. Auf zwei eigenen Segeltouren versuchte Bérard die Kenntnisse der Phönizier nachzustellen. Diese Fahrten dokumentierte er nicht nur in Textform, sondern durch Frédéric Boissonnas auch fotografisch. Seine Ansätze gelten aus heutiger Sicht als überholt, aber auch als originell. In der Debatte um die Lokalisierung von Atlantis vertrat er als einer der ersten Forscher eine Theorie, nach der Atlantis in Nordafrika zu lokalisieren sei.
Bérard war auch politisch engagiert. Im Januar 1898 gehörte er zu den Unterzeichnern einer Petition, in der die Revision des Urteils in der Dreyfus-Affäre gefordert wurde. Von 1904 bis 1911 war er Generalsekretär der Revue de Paris, wo er für die Beiträge zur französischen Außenpolitik verantwortlich war. Als aktiver Politiker vertrat er seine Heimatregion, das Département Jura, von 1920 bis 1931 als Senator. Von 1921 bis 1929 war er Vorsitzender des Ausschusses für Auswärtige Angelegenheiten des Senats sowie des Bildungsausschusses. Auch wissenschaftlich befasste er sich mit Politik und moderner Geschichte. In Veröffentlichungen befasste er sich mit der Entwicklung des Osmanischen Reiches und der Außenpolitik Deutschlands und Frankreichs.
Bérards Sohn Armand Bérard war Diplomat und französischer Botschafter bei den Vereinten Nationen.

## Schriften
- La Turquie et l’hellénisme contemporain. La Macédoine: Hellènes. Bulgares. Valaques. Albanais. Autrichiens. Serbs. Alcan, Paris 1893 (Digitalisat).
- mit Martin Melkonian: La Politique du Sultan. Les massacres des Arméniens 1894–1896. Les Marches du Temps, 1897.
- L’Angleterre et l’impérialisme. Armand Colin, Paris 1900 (Digitalisat, Digitalisat der englischen Übersetzung von 1906).
- Les affaires de Crète. Armand Colin, Paris 1902 (Digitalisat).
- Les Phéniciens et l’Odyssée. Armand Colin, Paris 1902 (Digitalisat Band 1, Band 2).
- The Russian empire and czarism. D. Nutt, London 1905 (Digitalisat).
- La France et Guillaume II. Armand Colin, Paris 1907 (Digitalisat).
- La Révolution Turque. Armand Colin, Paris 1909 (Digitalisat).
- Révolutions de la Perse. Les provinces, les peuples et le gouvernement du roi des rois. Armand Colin, Paris 1910 (Digitalisat).
- La Mort de Stamboul. 1913.
- Un mensonge de la science allemande. Les « Prolégomènes à Homère » de Frédéric-Auguste Wolf. 2. Auflage. Hachette et Cie, Paris 1917 (Digitalisat).
- Les traités de 1915 et de 1916. Discours à la réunion de la Serbie victorieuse tenue au Grand Amphithéatre de la Sorbonne le 16 janvier 1919. Blanchong, Paris 1919 (Digitalisat).
- Les navigations d’Ulysse. Armand Colin, Paris 1927–1929.
  - I. Ithaque et la Grèce des Achéens.
  - II. Pénélope et les barons des îles.
  - III. Calypso et la mer de l’Atlantide.
  - IV. Nausicaa et le retour d'Ulysse.
- La Résurrection d’Homère. Bernard Grasset, 1930 (Digitalisat).
  - I.Au temps des héros.
  - II. Le drame épique.
- L’Odyssée d’Homère. Etude et analyse. Mellotee, Paris 1931.
- Dans le sillage d’Ulysse. Album odysséen. Armand Colin, Paris 1933.